# Jakob Gunler
Jakob Gunler, född 18 maj 1976 i Luleå, är en svensk före detta professionell ishockeyspelare (forward).